# Melania Trumpová
Melania Trumpová (nepřechýleně Trump, rodným jménem Melanija Knavs, germanizováno: Melania Knauss; * 26. dubna 1970 Novo mesto) je bývalá slovinská modelka, návrhářka šperků a hodinek, od ledna 2025 první dáma Spojených států amerických, jakožto manželka amerického prezidenta Donalda Trumpa. Tuto roli již plnila v letech 2017–2021. Po Frances Clevelandové se stala druhou první dámou ve dvou oddělených obdobích.
Narodila se v Novem mestě a vyrostla v Sevnici ve Slovinsku. Ve Spojených státech žije trvale od roku 2001 a americké občanství získala v procesu naturalizace v roce 2006. V lednu 2005 se provdala za realitního magnáta Donalda Trumpa. V evropské fázi modelingové kariéry ji zastupovaly agentury v Miláně a Paříži. Po přestěhování do New Yorku v roce 1996 byla její dráha spojena s agenturami Irene Marie Models a Trump Model Management.
Během manželovy prezidentské kampaně v roce 2016 se charakterizovala jako „matka na plný úvazek“. Následně se stala druhou první dámou narozenou mimo území Spojených států a první naturalizovanou chotí amerického prezidenta. Po Jackie Kennedyové se této role ujala jako druhá římská katolička.

## Mládí
Narodila se jako Melanija Knavsová roku 1970 v Novem Mestě v Socialistické republice Slovinsko, tehdejší součásti Jugoslávie. Otec Viktor Knavs (nar. 24. března 1944) byl vedoucím prodejny automobilů a motocyklů, provozovny státem vlastněného výrobce vozidel; pochází z města Radeče. Matka Amalija Knavsová, rozená Ulčniková (9. července 1945 – 9. ledna 2024) měla kořeny ve vesnici Raka, ležící v občině Krško. Pracovala jako krejčová na konstrukci střihů oděvů v továrně dětského oblečení značky „Jutranjka“ v Sevnici. Melania Trumpová má starší sestru Ines a staršího polovičního bratra Denise Cigelnjaka z otcova předchozího vztahu, s nímž se podle vlastního vyjádření nikdy nesetkala.
Ačkoli byla rodina římskokatolicky založena, její otec v souladu se svým závazkem ke státnímu ateismu i přes nesouhlas příbuzných prosadil, aby dcera nebyla pokřtěna. Dětství prožila v činžovním domě v Sevnici, z něhož se během jejího dospívání rodina přestěhovala do dvoupodlažního domu v témže městě.
Jako středoškolská studentka bydlela v hlavním městě Slovinska Lublani, kde absolvovala Střední školu designu a fotografování. Následně nastoupila ke studiu návrhářství a architektury na Lublaňské univerzitě, které po jednom roce opustila.

## Profesionální kariéra

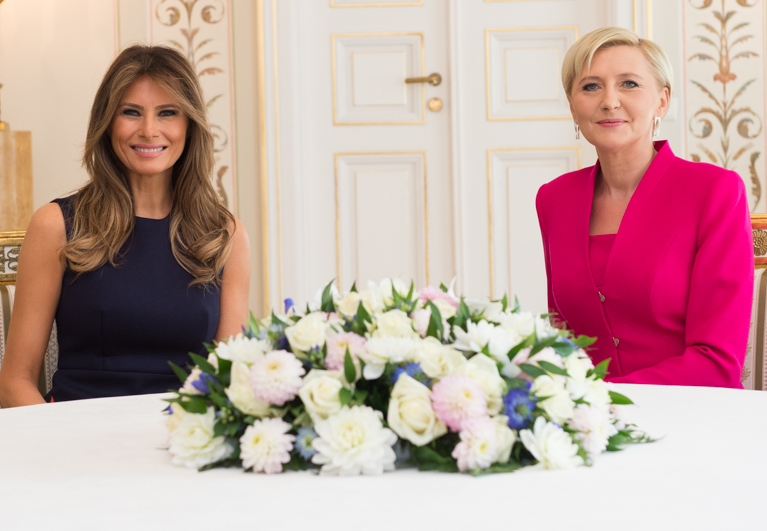
Melania Trumpová s první dámou Polska Agatou Kornhauserovou-Dudovou ve Varšavě v červenci 2017

Modelingovou kariéru zahájila v šestnácti letech, o dva roky později podepsala smlouvu s milánskou agenturou. Po zanechání vysokoškolského studia pracovala jako modelka pro velké módní domy v Miláně a Paříži. Z evropského kontinentu se v roce 1996 přestěhovala do New Yorku ve Spojených státech. Spolupracovala s fotografy Helmutem Newtonem, Patrickem Demarchelierem či Mariem Testinem. Její fotografie byly uveřejněny na titulních stranách módních časopisů Vogue, Harper's Bazaar, Ocean Drive, In Style, New York Magazine, Avenue, Allure, Vanity Fair, Self, Glamour, GQ, Elle a také na stránkách Sports Illustrated Swimsuit Issue 2000.
Podle deníku The Washington Post „byla její pověst sexuálně přitažlivé celebrity upevněna roku 2000 pózováním v lednovém čísle 'British GQ',“ v němž byla nasnímána jako „svůdně ležící žena na kožešině v Trumpově soukromém letadle“.
Po boku Trumpa se objevila během jeho snahy získat nominaci v prezidentských volbách 2000 za Reformní stranu. Čtyři měsíce po sňatku, v květnu 2005, poskytli rozhovor v pořadu Larry King Live na CNN. Spolu s Barbarou Waltersovou moderovala několik dílů talk show The View na stanici ABC.
V roce 2010 vytvořila vlastní kolekci hodin a klenotů „Melania™ Timepieces & Jewelry“, prodávanou na televizním kanálu QVC, a o tři roky později představila řadu krémů pleťové kosmetiky „Melania™ Caviar Complexe C6“, jíž prezentovala v reality show The Celebrity Apprentice a The View.

## Soukromý život

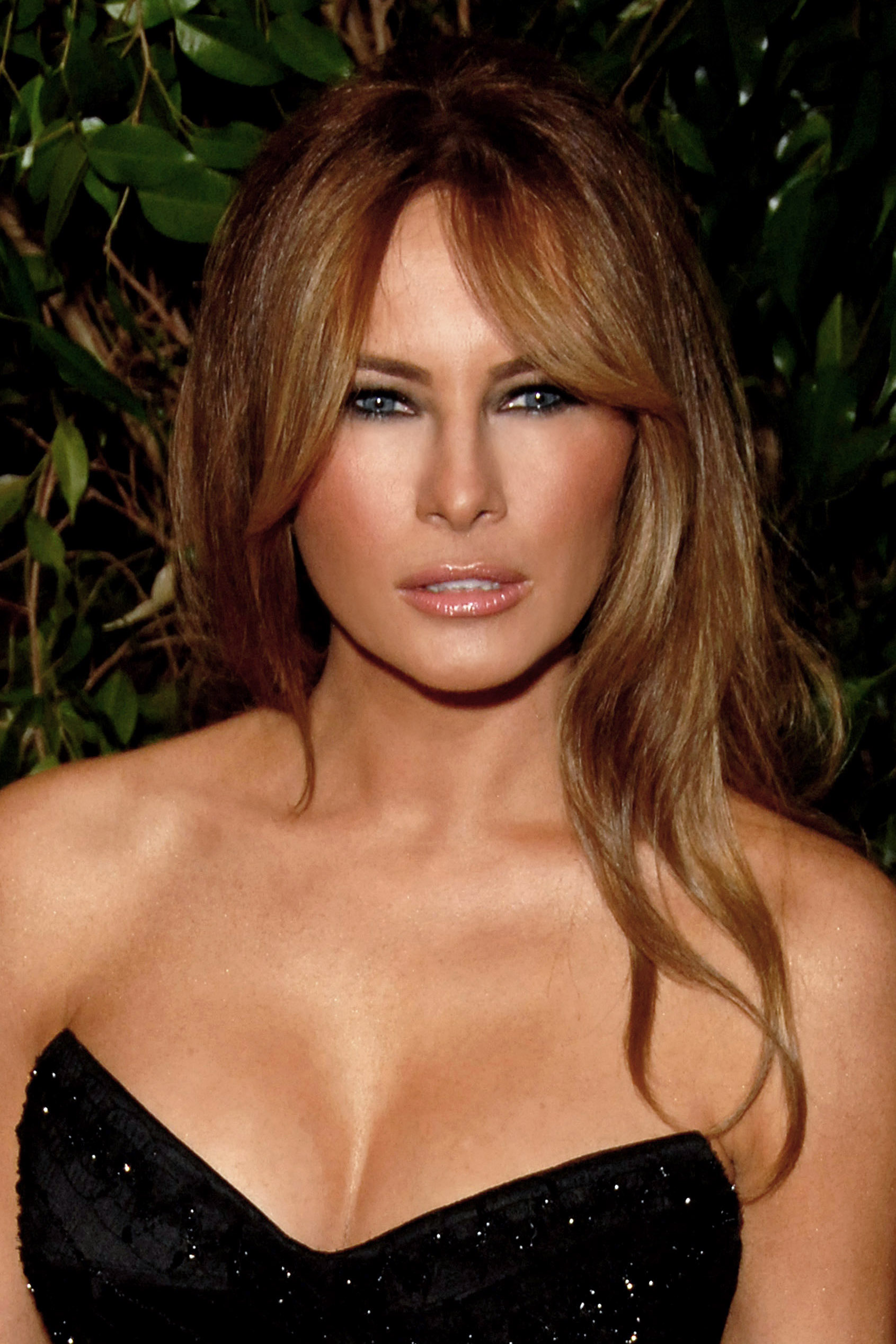
Melania Trumpová, 2011

Poté, co v roce 1996 začala žít v New Yorku, potkala v září 1998 na večírku módního týdne Fashion Week realitního magnáta a miliardáře Donalda Trumpa. Jejich vztah se stal veřejně známým roku 1999 po rozhovoru v talk show The Howard Stern Show a další publicitu na sebe upoutal o pět let později, kdy Trump spustil televizní reality show orientovanou na podnikání The Apprentice.
Zasnoubení proběhlo v roce 2004 a sňatek se odehrál 22. ledna 2005 při episkopálním obřadu v Bethesda-by-the-Sea floridského Palm Beach, následován hostinou v tanečním sálu Trumpovy nemovitosti Mar-a-Lago.
Na svatbě byly přítomny veřejně známé osobnosti: Rudy Giuliani, Heidi Klumová, Shaquille O'Neal, Simon Cowell, či tehdejší demokratická senátorka Hillary Clintonová s bývalým prezidentem Billem Clintonem. Na oslavě zazpíval Billy Joel serenádu „Just the Way You Are“, s využitím upraveného nápěvu ze skladby „The Lady Is a Tramp“. Sňatek byl široce medializován.
Do manželství se v roce 2006 narodil syn Barron William Trump. V manhattanském mrakodrapu Trump Tower obývá vlastní patro. Trumpová hovoří šesti jazyky: srbochorvatsky, anglicky, francouzsky, italsky, německy a rodnou slovinštinou.
V květnu 2018 podstoupila málo invazivní embolizaci ledvinných cév k léčbě nezhoubného ložiska. Zákrok proběhl bez komplikací. Donald Trump 2. října 2020 oznámil, že byli s manželkou pozitivně testováni na přítomnost koronaviru SARS-CoV-2 a měli by okamžitě nastoupit do karantény. Prezident byl hospitalizován. U Melanie Trumpové se projevily mírné příznaky infekce covidu-19.

## Role v prezidentských volbách 2016
Když byla v listopadu 2015 dotázána na kampaň vedenou jejím manželem v rámci amerických prezidentských voleb 2016, odpověděla: „Podporuji ho, protože vím co bude dělat a co může učinit pro Ameriku. Miluje Američany a chce jim pomoci.“ Během kampaně hrála relativně malou roli – atypickou pro manželky uchazečů o prezidentský úřad.
V červenci 2016 byla její oficiální webová stránka přesměrována na doménu Trump.com. Na twitterovém účtu krok zdůvodnila neudržovaností stránky, která „zcela nereflektovala [její] tehdejší obchodní a profesionální zájmy“.
Na republikánském nominačním sjezdu přednesla 18. července 2016 projev, jenž vyvolal kontroverzi z podezření plagiarismu, když obsahoval pasáže podobné v projevu Michelle Obamové na demokratickém národním sjezdu 2008, kde získal prezidentskou nominaci Barack Obama. Na dotaz ohledně autorství zareagovala slovy, že si jej napsala sama „jen s nejnutnější malou výpomocí“. O dva dny později přijala za sporné části odpovědnost Meredith McIverová, připravující Trumpovy texty a ghostwriterka několika jeho knih, s omluvou za „zmatení“. Trumpová s ní před projevem procházela některé pasáže proslovů z minulosti, s nimiž se ztotožňovala. V důsledku desinterpretace pak McIverová měla vložit část těchto myšlenek do připravovaného projevu na sjezd, aniž tušila že se jedná o pasáže z vystoupení Obamové. Trumpova rodina následně odmítla navrhovanou rezignaci McIverové.

## První dáma

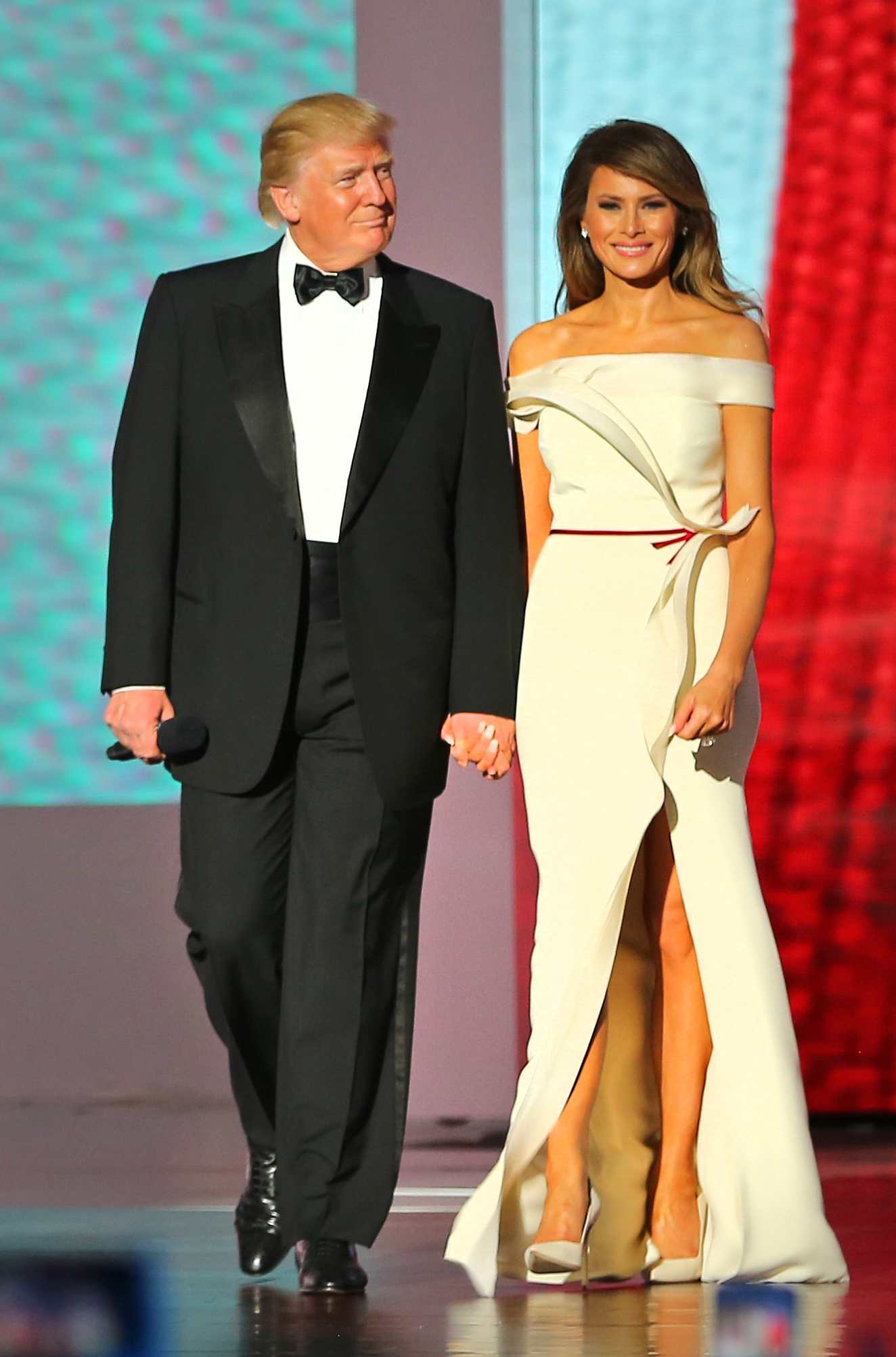
Prezident Donald Trump a první dáma Melania Trumpová na inauguračním Plese svobody ve Washingtonu, D.C., 20. ledna 2017

Roli první dámy Spojených států amerických zastávala od 20. ledna 2017, kdy proběhla inaugurace jejího manžela Donalda Trumpa za amerického prezidenta, jakožto vítěze listopadových prezidentských voleb 2016. Stala se tak druhou ženou v této roli narozenou mimo území Spojených států po Louise Adamsové, choti prezidenta Johna Quincyho Adamse, která úlohu plnila mezi lety 1825–1829. Jedná se o první manželku prezidenta Spojených států, jež prošla procesem naturalizace a získala tak americké občanství. Rovněž je to poprvé, kdy rodnou řečí první dámy není angličtina, a poprvé, kdy žena v této pozici hovoří plynně více než dvěma jazyky.
Na dotaz deníku The New York Times z roku 1999, jak by se chovala v roli první dámy, pokud by se její partner Donald Trump stal americkým prezidentem, tehdy ještě neprovdaná Melania Knaussová odpověděla: „Byla bych velmi tradicionalistická. Stejně jako Betty Fordová nebo Jackie Kennedyová. Podporovala bych ho.” V listopadu 2016, tedy po zvolení svého manžela prezidentem, sdělila televizní stanici CNN, že má v plánu zaměřit se na pomoc ženám a dětem, bojovat s kyberšikanou zejména mezi nezletilými, stejně jako zlepšit kulturu sociálních médií zatíženou negativitou.
S výškou 180 cm se stala jednou ze tří nejvyšších prvních dam, když její předchůdkyně v této roli Michelle Obamová a Eleanor Rooseveltová měly stejný vzrůst.
Jako první dáma Spojených států zůstala po inauguraci manžela dočasně bydlet v newyorském mrakodrapu Trump Tower se synem Barronem Trumpem, který navštěvoval místní základní školu. Proto do ukončení školního roku nedošlo k přestěhování do Bílého domu, což nastalo až v první polovině června 2017. Novou školou se stalo privátní zařízení v Marylandu.
V březnu 2017 začalo Slovinsko produkovat červené „víno první dámy“, v regionu blízkém jejímu původnímu domovu v Sevnici.

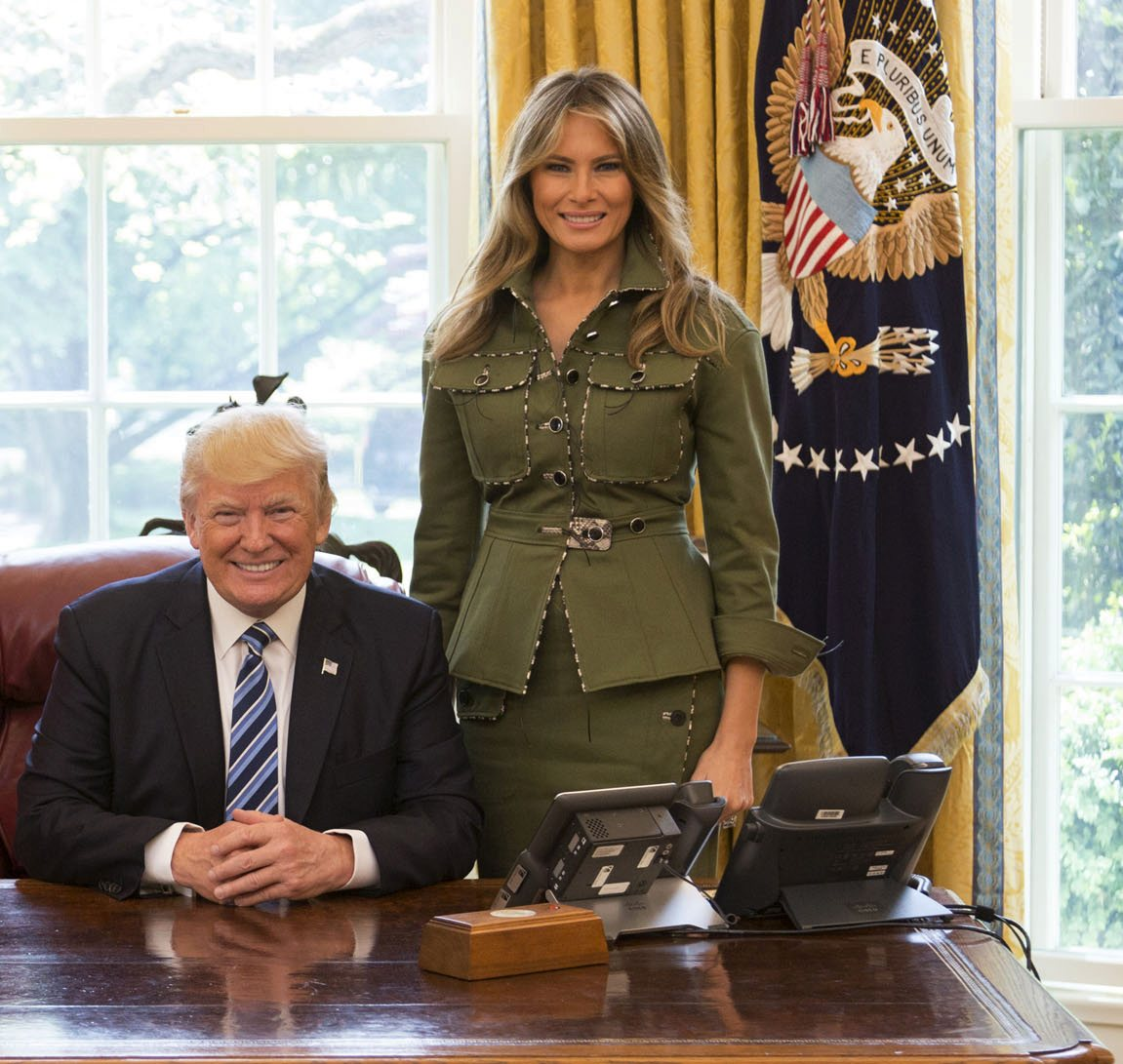
Donald a Melania Trumpovi v Oválné pracovně, duben 2017

U londýnského soudu zažalovala v únoru 2017 společnost Mail Media, vlastníka deníku Daily Mail, o 150 milionů dolarů za újmu v článku ze srpna 2016, jenž uvedl, že během modelingové kariéry pracovala pro eskortní servis poskytující sexuální služby. Mail následně článek stáhl zpět a omluvil se. Výsledek soudního procesu v dubnu 2017 potvrdil, že nepravdivý článek „zasáhl nejcitlivější místa osobní integrity a důstojnosti poškozené“. Deník uhradil odškodnění 2,9 milionu dolarů a vydal omluvu „Uznáváme, že tato tvrzení o paní Trumpové nejsou pravdivá.“
První událostí odehrávající se v Bílém domě, kterou vedla, se 8. března 2017 stal slavnostní oběd v rámci Mezinárodního dne žen. Před přítomnými ženami hovořila o své životní zkušenosti z pohledu ženské imigrantky a aktivitách na poli genderové rovnosti ve Spojených státech i zahraničí, se zdůrazněním úlohy vzdělání jakožto nástroje v boji proti genderové nerovnosti.
Během února 2017 vedla na floridském shromáždění v Melbourne přítomné přednesem otčenáše. V průběhu premiérové zahraniční cesty Donalda Trumpa ve druhé polovině května 2017, učinila při návštěvě Vatikánu prohlášení, že je katolička. Stala se tak první chotí amerického prezidenta římskokatolického vyznání po více než padesáti letech od Jacqueline Kennedyové Onassisové, manželky 35. prezidenta Johna F. Kennedyho.